# 三井ダイレクト損保 presents 強くてやさしい金曜日
『三井ダイレクト損保 presents 強くてやさしい金曜日』（みついダイレクトそんぽプレゼンツ つよくてやさしいきんようび）は、JRNに加盟する民放ラジオ局のうち、朝日放送ラジオを除く33局で2023年1月6日から2024年9月27日まで、毎週金曜日の午後に放送された対談番組。TBSラジオの制作・三井ダイレクト損害保険の単独提供による事前収録番組でもある。

## 概要
三井ダイレクト損害保険が保険商品の販売や関連サービスの提供において「強くてやさしい」というコンセプトを提唱していることを背景に、「強くてやさしい」人柄を持つ各界の著名人が月替わりでゲスト出演。そのゲストが過去に発した「強くてやさしい」言動や、プライベートで愛聴している楽曲（放送上の総称は「つよやさソング」）をテーマに、その背景を土屋礼央（RAG FAIR）が訊き出す。
編成上は、2022年9月26日（月曜日）から平日の午後に（朝日放送ラジオを除く）JRN加盟33局で放送されている『朗読のミカタ』（TBSラジオ制作の事前収録番組）のうち、金曜分の放送枠を充当。放送上は「つよやさソング」を第2・3週で取り上げていて、第2週では「強い曲」（ゲストの心を奮い立たせる曲）、第3週では「やさしい曲」（ゲストの心を癒やす曲）を1曲ずつ紹介している。放送上は同じゲストが1カ月にわたって出演しているため、第5金曜日まである月には「強い曲」を第3週・「やさしい曲」を第4週に流している。
当初は3カ月限定で放送することが告知されていたが、実際には2023年の4月以降も継続。『朗読のミカタ』については、当番組の開始後も月 - 木曜日（同年3月の第1 - 4週のみ月・火・木曜日）に当番組と同じ時間帯で放送されていたが、3月30日（木曜日）に終了した。これに伴って、『ミュージック・ハイウェイ』の開始（1977年4月）以来（企画ネット方式での各局別放送をはさんで）平日の午後 - 夕方帯にレギュラーで編成されてきたJRNのネットワークセールス番組から、月曜 - 木曜分の放送枠が消滅した。
2024年度（2024年4月）以降は、リスナーにとっての「強い曲」「やさしい曲」のリクエストを番組の公式サイトで募集するとともに、5つの週で構成されている月の第5金曜日に限ってリクエスト曲から数曲を放送。リスナーに対しては、「強い曲」か「やさしい曲」からいずれか1曲に、その曲にまつわるエピソードを添えて応募することを求めている。このようなリクエスト企画が加わったことから、マンスリーゲストが登場する週を第4週までの4回に統一。第5金曜日の放送が発生した場合には、土屋だけが出演することになった。
実際には、当初の予定から放送期間を1年半延長した末に、2024年9月の第4週（27日放送分）をもって終了することが発表されている。同年10月4日より、後番組として『朗読のヒロバ』が編成される予定。

## ゲスト
- 2023年1月：潮田玲子
- 2023年2月：和田明日香
- 2023年3月：大久保嘉人
- 2023年4月：遠藤憲一[注 5]
- 2023年5月：安藤優子[注 6]
- 2023年6月：関根勤
- 2023年7月：野口健
- 2023年8月：清塚信也
- 2023年9月：奈緒[注 5]
- 2023年10月：丸山桂里奈
- 2023年11月：林家たい平
- 2023年12月：キムラ緑子
- 2024年1月：高橋尚子
- 2024年2月：サヘル・ローズ
- 2024年3月：立川談春
- 2024年4月：寺川綾
- 2024年5月：九段理江
- 2024年6月：斎藤守也（レ・フレール）
- 2024年7月：朝日奈央[注 7]
- 2024年8月：小林よしひさ
- 2024年9月：ジェーン・スー[注 8]

## 放送時間・ネット局
- 2024年9月時点の放送時間で記載。
- 生ワイド番組へ内包している局の放送時間はあくまでも目安で、放送週によっては前後することがある。

| 放送対象地域   | 放送局名                      | 放送時間      | 備考 |
| -------------- | ----------------------------- | ------------- | --- |
| 関東広域圏     | TBSラジオ 制作局              | 16:35 - 16:45 | 『金曜ワイドラジオTOKYO えんがわ』内 |
| 高知県         | 高知放送（RKC）               | 11:35 - 11:45 | [ 注 10 ] |
| 秋田県         | 秋田放送（ABS）               | 12:10 - 12:20 | [ 注 11 ] |
| 山形県         | 山形放送（YBC）               | 12:15 - 12:25 | |
| 山梨県         | 山梨放送（YBS）               | 12:20 - 12:30 | |
| 岩手県         | IBC岩手放送                   | 12:25 - 12:35 | |
| 和歌山県       | 和歌山放送（wbs）             | 12:30 - 12:40 | 全国高等学校野球選手権和歌山大会の中継を優先する場合は放送時間を変更 |
| 福井県         | 福井放送（FBC）               | 12:50 - 13:00 | [ 注 13 ] |
| 香川県         | 西日本放送（RNC）             | 12:50 - 13:00 | |
| 鹿児島県       | 南日本放送（MBC）             | 13:00 - 13:10 | |
| 青森県         | 青森放送（RAB）               | 13:05 - 13:15 | 『らじすく!エア』内 |
| 新潟県         | 新潟放送（BSN）               | 13:10 - 13:20 | [ 注 15 ] |
| 徳島県         | 四国放送（JRT）               | 13:10 - 13:20 | |
| 福岡県         | RKB毎日放送                   | 13:32 - 13:41 | 『Weekend Live あんたっちゃぶる』内 |
| 熊本県         | 熊本放送（RKK）               | 13:40 - 13:50 | |
| 中京広域圏     | CBCラジオ                     | 13:45 - 13:55 | 『北野誠のズバリ』内 |
| 石川県         | 北陸放送（MRO）               | 13:50 - 14:00 | 『おいね★どいね』内 |
| 岡山県         | RSK山陽放送（RSK）            | 14:20 - 14:30 | 『あもーれ!マッタリーノ』内 |
| 大分県         | 大分放送（OBS）               | 14:20 - 14:30 | 『情熱ライブ!Voice』内 |
| 宮城県         | 東北放送（tbc）               | 14:50 - 15:00 | 『ラジオな気分フライデー×2』内 |
| 山口県         | 山口放送（KRY）               | 14:50 - 15:00 | 『お昼はZETTAI ラジTIME』内 |
| 愛媛県         | 南海放送（RNB）               | 15:00 - 15:10 | 『Tips』内 内包先番組も同日をもって放送終了（かつ、『中川家 ザ・ラジオショー』（ニッポン放送）ネット開始に伴い後番組は時間帯を変更する形となる予定）                                                                         |
| 北海道         | 北海道放送（HBC）             | 15:35 - 15:45 | 『グッチーのGood Friday!』内 |
| 沖縄県         | 琉球放送（RBC）               | 15:40 - 15:50 | |
| 福島県         | ラジオ福島（rfc）             | 16:10 - 16:20 | |
| 島根県・鳥取県 | 山陰放送（BSS）               | 16:20 - 16:30 | [ 注 26 ] [ 注 27 ] |
| 静岡県         | 静岡放送（SBS）               | 16:30 - 16:40 | |
| 宮崎県         | 宮崎放送（mrt）               | 16:30 - 16:40 | |
| 長崎県・佐賀県 | 長崎放送（NBC） NBCラジオ佐賀 | 16:40 - 16:50 | JRN向けのネットワークCMは2023年10月以降、TBSラジオと同様『金曜ボイスログ』内（CMのみの月 - 木曜は『ジェーン・スー 生活は踊る』内）で消化済みのため本編前1分間はローカルCMを放送                                              |
| 近畿広域圏     | MBSラジオ                     | 16:52 - 17:00 | 『福島のぶひろの いんじゃない?』 （「夕方もポチっとMラジ」金曜枠の番組）内 JRN向けのネットワークCMについては金曜分を含め、2023年4月から『こんちわコンちゃんお昼ですょ!』内13時台のスポットCM枠で流している（当該項でも詳述） |
| 長野県         | 信越放送（SBC）               | 17:15 - 17:25 | |
| 富山県         | 北日本放送（KNB）             | 17:15 - 17:25 | |
| 広島県         | 中国放送（RCC）               | 17:15 - 17:25 | [ 注 32 ] [ 注 33 ] |

## ネットラジオ
ポッドキャスト（itunes=Apple Podcast、Spotify、Amazon Music、Audible、Google Podcast、ラジオクラウド）にて放送翌日の土曜日10時ごろから順次更新